# リスク差
リスク差（りすくさ）とは疫学における指標の1つで、一般的には「寄与危険度」として利用される。寄与危険度（寄与リスク，絶対リスク）は、暴露群と非暴露群の疾病の頻度の差であり、主に閉じたコホート研究で用いられる。症例対照研究では「寄与危険度」や「寄与危険割合」を計算できない。
|          | 疾病あり | 疾病なし | 計  |
| -------- | -------- | -------- | --- |
| 暴露あり | A        | B        | A+B |
| 暴露なし | C        | D        | C+D |
| 計       | A+C      | B+D      | T   |

## 寄与危険
{\displaystyle AR={\cfrac {A}{A+B}}-{\cfrac {C}{C+D}}}
AR:寄与危険度（絶対リスク増加　Attributable Risk）
要因の暴露によりリスクが上昇する場合は、「寄与危険度（絶対リスク増加）＝暴露群の発生率－非暴露群の発生率」を求める。
なお、「寄与危険割合＝寄与危険度/暴露群の発生率＝1－相対危険度の逆数」である。
また、「寄与危険度/非暴露群の発生率＝相対危険度－1＝過剰相対危険度」である。

## 人口寄与危険
{\displaystyle PAR={\cfrac {A+C}{A+B+C+D}}-{\cfrac {C}{C+D}}}
PAR：人口寄与危険度（Population-Attributable Risk）
暴露群の発生率ではなく、集団全体の発生率を用いたリスクの差は、「人口寄与危険度（集団寄与危険度）＝集団全体の発生率－非暴露群の発生率」となる。
なお、「人口寄与危険割合＝人口寄与危険度/集団全体の発生率＝1－人口相対危険度の逆数」である。

## 絶対リスク減少
{\displaystyle ARR={\cfrac {C}{C+D}}-{\cfrac {A}{A+B}}}
ARR：絶対リスク減少(Attributable Risk Rreduction)
要因の暴露（介入）によりリスクが低下する場合は、「絶対リスク減少＝非暴露群の発生率－暴露群の発生率」を求める。
なお、「相対リスク減少＝絶対リスク減少/非暴露群の発生率＝1－相対危険度」である。

## リスク比
「リスク比」は、一般的には「相対危険度」として利用される。